# Haik Martirosjan
Haik Martirosjan (armenisch Հայկ Մարտիրոսյան; * 14. Juli 2000 in Artaschat) ist ein armenischer Schachspieler.
In den Jahren 2011 in Albena und 2012 in Prag wurde er Jugendeuropameister U12. 2016 wurde er in Chanty-Mansijsk Jugendweltmeister U16. Die armenische Einzelmeisterschaft konnte er 2018 in Jerewan gewinnen. Beim Aeroflot Open 2019 teilt er sich den Sieg mit Kaido Külaots. Er spielte bei der Schacholympiade 2018. Beim Schach-Weltpokal 2021 schaffte er es als Nummer 59 der Setzliste bis ins Achtelfinale und scheiterte erst an Amin Tabatabaei. Auf dem Weg setzte er sich u. a. gegen Şəhriyar Məmmədyarov im Schnellschach-Tie-Break durch.
| Die zur Anzeige dieser Grafik verwendete Erweiterung wurde dauerhaft deaktiviert. Wir arbeiten aktuell daran, diese und weitere betroffene Grafiken auf ein neues Format umzustellen. (Mehr dazu) |